# Der Tolpatsch mit dem sechsten Sinn
Der Tolpatsch mit dem sechsten Sinn ist eine deutsch-französische Filmkomödie von Claude Zidi aus dem Jahr 1975. Alternativtitel des Films sind Der lange Blonde und die kleine Schwarze sowie Mich laust der Affe.

## Handlung
Der Travestieclub Alcazar wird an eine Gesellschaft verkauft, die bereits weitere Pariser Theater betreibt. Käufer De Rovère bestimmt jedoch noch keinen neuen Betreiber, sondern lässt eine Blankovollmacht erstellen, in die nur noch der Name des neuen Besitzers eingetragen werden muss, der dann Inhaber sämtlicher Theater der Gesellschaft wird. Er will diese Vollmacht nach eigener Laune erteilen und lagert sie an einem Donnerstag in seinem Schließfach in der Bank, in der der Angestellte Pierre Vidal arbeitet. Der ist zwar ein eifriger Arbeiter, häufig jedoch durch Friseuse Janet abgelenkt, die gegenüber der Bank arbeitet und mit ihm seit zwei Jahren eine Beziehung pflegt. Janet langweilt sich in der Beziehung mit Pierre und so plant sie die Trennung. Pierre wiederum neigt zu großer Eifersucht und beobachtet jeden ihrer Schritte von seinem Arbeitszimmer aus per Fernglas.
Der Bankdirektor will über das Wochenende verreisen und ernennt Pierre am Donnerstag zu seinem Stellvertreter. In der Nacht gerät Pierre in einige missliche Situationen, woraufhin er mehrfach verhaftet wird und so Kommissar Brunet auffällt. Der erinnert sich, dass vor einem Jahr in Pierres Bank einige Schließfächer ausgeraubt worden waren, wobei der Täter nie gefasst wurde. Es muss sich jedoch um einen Bankangestellten gehandelt haben. Pierre jedoch kann keine Hinweise geben. Am Freitag will eine gewisse Madame Fontaine an ihr Schließfach. Es handelt sich dabei jedoch um einen verkleideten Travestiekünstler des Alcazar, der De Rovères Koffer mit der Blankovollmacht an sich nimmt. Pierre entdeckt den Diebstahl, kann den Dieb jedoch nicht aufhalten. Dessen Mantel bleibt zurück, in dem Pierre eine Eintrittskarte zu einer Fahrt nach Brighton entdeckt. Es gelingt ihm, De Rovère vom Abholen der Papiere am Freitag abzuhalten und ihn auf Montag zu vertrösten. Er begibt sich zum Bahnhof, wobei ihm die misstrauische Janet folgt. Auch Kommissar Brunet, der einen merkwürdigen Anruf von Pierre erhalten hat, folgt ihm. Am Bahnhof erwartet sie ein großes Spektakel, da die Travestiekünstler auf Tournee nach Brighton gehen und alle Ticketinhaber mitfahren dürfen. Pierre entdeckt die Diebe und sieht, wo sie den Koffer verstecken. Es gelingt ihm, den Koffer an sich zu nehmen, doch wird er von den Travestiekünstlern verfolgt. Bevor sie ihn fangen, wirft er den Koffer in eine Säule, die zur Bühnendekoration der Show in Brighton gehört. Am Ende flüchten er und Janet, die wiederum von Brunet verfolgt wird, in ein Beiboot, aus dem sie jedoch ins Wasser fallen. Ein Fischkutter bringt sie an Land.
Per Anhalter gelangen beide nach Brighton. Sie begeben sich unabhängig voneinander ins Theater, werden jedoch von den Travestiekünstlern gefangen und auf eine Insel gebracht. Hier werden sie in eine einsame Villa gesperrt und Pierre verrät, dass sich der Koffer in einer der Säulen befindet, die jedoch bereits als Teil des Bühnenbilds aufgestellt wurden. Die Männer beschließen, den Koffer daher erst am nächsten Tag nach Ende der Vorstellung zu holen. Sie gehen und zünden die Villa an. Pierre und Janet überleben in der Badewanne des Hauses und kehren nach Brighton zurück, wo sie sich während der Vorstellung hinter die Kulissen schmuggeln. Zunächst versuchen sie, die Säulen heimlich anzuheben, um den Koffer zu finden, stören dabei jedoch die Vorstellung. Während einer Szene, in der ein Muskelmann einen Baumstamm zerhackt, beginnt auch Pierre, eine Säule zu zerhacken. Weil die Hackgeräusche nicht synchron verlaufen, sorgt die Szene bei den Zuschauern erstmals für Heiterkeit. Pierre gelangt schließlich zufällig auf die Bühne und beginnt von den Zuschauern animiert, sämtliche Säulen zu zerhacken. Die Schauspieler des Alcazar versuchen auf vielfältige Weise, ihn daran zu hindern, wobei alle Aktionen stets auch als gewollte Unterhaltung durchgehen. Am Ende entdeckt Pierre mit Janets Unterstützung den Koffer und beide fliehen. Brunet, der zwischenzeitlich auch im Theater angekommen ist, findet zu seiner Überraschung schließlich auch den Bankdirektor hinter den Kulissen, der der Geliebte eines Travestiekünstlers des Alcazar ist und auch hinter den Diebstählen des Vorjahres steckt.
Pierre findet die Blankoüberschreibungen im Koffer, nutzt die Gelegenheit jedoch nicht, Inhaber der Theater zu werden. In der Bank wird er nach seiner Rückkehr am Montag vom Generalpräsidenten fristlos entlassen. Zwar hat sich der Direktor als Täter entpuppt, doch habe Pierre mit seiner Aktion so viel Staub aufgewirbelt, dass der Ruf der Bank viel mehr gelitten hat. Kurzerhand unterzeichnet Pierre vor Ort die Blankoüberschreibung. Nun wird er von den Angestellten hofiert, ist er damit doch ein reicher Mann geworden. De Rovère hat das Nachsehen.

## Produktion

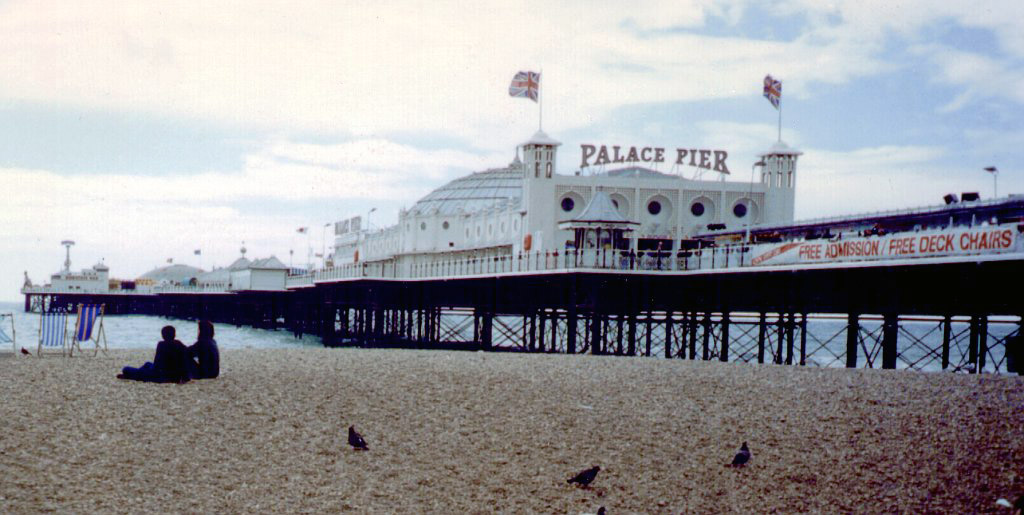
Der Brighton Pier, ein Drehort des Films

Der Tolpatsch mit dem sechsten Sinn wurde unter anderem in Paris und Brighton gedreht. Die Kostüme schuf Yvette Bonnay, die Filmbauten stammen von Michel de Broin. Der Film lief am 8. Oktober 1975 in den französischen Kinos an, wo er von fast 3 Millionen Zuschauern gesehen wurde, und kam am 19. Dezember 1975 auch in die bundesdeutschen Kinos. Erstaufführung in der DDR war am 26. Dezember 1984 auf DFF 1. Im Juni 2005 erschien der Film auf DVD.

## Synchronisation
| Rolle            | Darsteller     | Synchronsprecher       |
| ---------------- | -------------- | ---------------------- |
| Pierre Vidal     | Pierre Richard | Harry Wüstenhagen      |
| Janet            | Jane Birkin    | Marianne Lutz          |
| Kommissar Brunet | Michel Aumont  | Edgar Ott              |
| Marc             | Marc Doelsnitz | Arnold Marquis         |
| Gunther          | Amadeus August | Thomas Danneberg       |
| André            | André Bézu     | Joachim Pukaß          |
| Bankdirektor     | Jean Martin    | Friedrich Schoenfelder |
| De Rovère        | Claude Dauphin | Klaus Miedel           |
| Franz            | Luis Rego      | Arne Elsholtz          |

## Kritik
Für den film-dienst war Der Tolpatsch mit dem sechsten Sinn „pausenloser Klamauk mit Pierre Richard“, dabei jedoch „komischer als der Durchschnitt der Gattung.“ „Turbulentes Chaos: lustig bis nervend“, fasste Cinema zusammen. „Die Locations in England sind toll ausgewählt“.